# Nordholland-Rundfahrt
Die Ronde van Noord-Holland (dt. Nordholland-Rundfahrt) ist ein niederländisches Straßenradrennen.
Das Eintagesrennen wird seit 1946 in der Provinz Nordholland ausgetragen. Seit 2005 zählt es zur UCI Europe Tour. Dort ist es seit 2008 in die UCI-Kategorie 1.1 eingestuft, zuvor war das Rennen bereits 2005 dieser Kategorie, 2006 und 2007 der Kategorie 1.2 zugeordnet. Rekordsieger ist der Niederländer Jans Koerts mit drei Erfolgen.

## Siegerliste
- 2020–2023 nicht ausgetragen
- 2019  Ivar Slik
- 2018  Julius van den Berg
- 2017  Fabio Jakobsen
- 2016  Mathias Westergaard
- 2015  Johim Ariesen
- 2014 abgesagt
- 2013  Dylan Groenewegen
- 2012  Gediminas Bagdonas
- 2011  Niels Wytinck
- 2010  Robert Wagner
- 2009  Theo Bos
- 2008  Robert Wagner
- 2007  Kenny van Hummel
- 2006  Kai Reus
- 2005  Paul van Schalen
- 2004  Stefan van Dijk (2)
- 2003  Jans Koerts (3)
- 2002  Rudie Kemna
- 2001  Stefan van Dijk
- 2000  Bjørnar Vestøl
- 1999  Jans Koerts (2)
- 1998  Louis de Koning
- 1997  Bjorn Vonk
- 1996  Rudie Kemna
- 1995  John den Braber
- 1994  Luc Reijrink
- 1993  Patrick Rasch (2)
- 1992  Henri Dorgelo
- 1991  Jans Koerts
- 1990  Erwin Kistemaker (2)
- 1989  Erik Stroombergen
- 1988  David Pots
- 1987  Patrick Rasch
- 1986  Ralph Moorman
- 1985  Gerard Schipper
- 1984  Nico van de Klundert
- 1983  Erwin Kistemaker
- 1982  Theo Wallenburg
- 1981  Peer Maas
- 1980  Theo Hogervorst
- 1979  Alfonso Flórez Ortiz
- 1978  Henk Mutsaars
- 1977  Bart van Est
- 1976  Adrie van Houwelingen
- 1975  Piet van der Kruys
- 1974  Theo Smit
- 1973  Piet van Katwijk
- 1972  Wim de Waal
- 1971  Nanno Bakker
- 1970  Tino Tabak
- 1969  Harrie Jansen (2)
- 1968  Harrie Jansen
- 1967  Wim Dubois
- 1966  Eddy Beugels
- 1965  Evert Dolman
- 1964  Gerben Karstens
- 1963  Marinus Paul
- 1962  Henk Cornelisse
- 1961  Jan Janssen
- 1960  Ab Sluis
- 1959  Harry Scholten (2)
- 1958  Harry Scholten
- 1957  Joop van der Putten
- 1956  Jan Rol
- 1955  René Van Meenen
- 1954  Karel Keepers
- 1953  Wout Verhoeven
- 1952  Piet van Roon
- 1951  Hans Dekkers
- 1950  Wout Wagtmans
- 1949  Piet Verwijmeren
- 1948  Han Krever
- 1947  Gerard van Beek
- 1946  Joop Middelink